# Nelson Goerner
Nelson Goerner (San Pedro, Argentinië, 9 mei 1969), is een Argentijnse pianist.

## Biografie
Nelson Goerner kreeg de eerste prijs in het Franz Liszt Concours in Buenos Aires in 1986, en ontmoette datzelfde jaar Martha Argerich. Na zijn studie aan het Conservatorium van Genève bij Maria Tipo behaalde hij in 1990 de eerste prijs op de Geneva International Musical Performance Competition.
Als solist trad Goerner sindsdien op met orkesten als Philharmonia Orchestra, London Philharmonic Orchestra, Orchestre de la Suisse Romande, Deutsche Kammerphilharmonie, Hallé Orchestra, Tokyo's NHK Symphony Orchestra onder leiding van dirigenten als Armin Jordan, Andrew Davis, Emmanuel Krivine, Neeme Järvi, Frans Brüggen, Esa-Pekka Salonen, Vladimir Ashkenazy, Philippe Herreweghe, Sir Mark Elder en Fabio Luisi. Hij trad op in kamermuziekformatie met Martha Argerich, Steven Isserlis, Sol Gabetta en Gary Hoffman.
Goerner maakte tot nu toe opnames van werken van Chopin, Schumann, Liszt, Debussy en Rachmaninoff, evenals Paderewski.